# The Perfect Element, Part I
Albums de Pain of Salvation
One Hour by the Concrete Lake
(1998) Remedy Lane
(2002)
Singles
1. Ashes
Sortie : 2000

The Perfect Element, Part I est le troisième album du groupe suédois de metal progressif Pain of Salvation, publié le 31 octobre 2000, par InsideOut Music.

## Liste des chansons
Toute la musique est composée par Daniel Gildenlöw, à l'exception du début de Her Voices par Daniel et Fredrik, et de la section "Once" de The Perfect Element par Daniel et Johan Langell.
| No  | Titre                     | Durée |
| --- | ------------------------- | ----- |
| 1.  | Used                      | 5:23  |
| 2.  | In the Flesh              | 8:36  |
| 3.  | Ashes                     | 4:28  |
| 4.  | Morning on Earth          | 4:34  |
| 5.  | Idioglossia               | 8:29  |
| 6.  | Her Voices                | 7:56  |
| 7.  | Dedication                | 4:00  |
| 8.  | King of Loss              | 9:46  |
| 9.  | Reconciliation            | 4:24  |
| 10. | Song for the Innocent     | 3:02  |
| 11. | Falling                   | 1:50  |
| 12. | The Perfect Element       | 10:09 |
| 13. | Epilogue (Bonus japonais) | 3:14  |

## Concept
Comme la totalité des albums studio du groupe (hors Falling Home), The Perfect Element, Part I  est un concept album. Il traite de la mise en marge de deux individus, un homme (prénommé Hans) et une femme. Les deux premiers titres, Used et In the Flesh, dépeignent le passé traumatique et la situation des deux protagonistes, puis aboutit à leur rencontre sur Ashes et Morning on Earth. La narration se recentre sur Hans et son passé sur les quatre titres suivants, retraçant à travers ses yeux son cheminement, de l'impossibilité de la communication à la violence, de l'aliénation de l'individu à la souffrance existentielle de ce dernier. Le troisième volet de l'album se veut représenter la chute mentale du protagoniste, rattrapé par ses pêchés mais au-delà du point de non-retour. 

## À propos de l'album
- Le groupe publie Scarsick en 2007, qui est la suite de The Perfect Element, Part I. Le livret de l'album indique "Part II: “He”" sur la première page; Daniel a cependant déclaré en interview que cette indication se voulait subtile, pour ne pas considérer l'album comme une suite officielle du concept, mais bien une reprise de la narration où elle s'était arrêtée et continuée sous un angle différent.
- Ashes sort sous forme de single avant l'album, avec un vidéoclip réalisé à Eskilstuna. Il est disponible sur un CD single, avec une version radio edit du morceau, l'originale, ainsi que Used et The Big Machine.
- Une édition limitée nommée Enhanced Element sort avec l'album, contenant de vieux bonus des anciens albums, trois démos de Repent, Unknowing et Timeweaver's Tale ainsi que les vidéoclips de Ashes, The Big Machine, Pilgrim, ! (Foreword), un making-of et quelques courtes interviews audio.
- En fin 2020, le groupe publie The Perfect Element, Part I (Anniversary Mix 2020).
- La version japonaise, taïwanaise et coréenne de l'album contient un morceau bonus, Epilogue. Il s'agit en fait d'un collage des différentes parties pour ensemble de cordes présentes dans divers morceaux de l'album.